# 태권도의 저주를 풀어줘
《태권도의 저주를 풀어줘》는 대한민국의 2024년 10월 17일 부터 공개 중인 BL 헤븐리 오리지널 드라마이다.

## 줄거리
사고 치고 자퇴한 태권도 특기생 주영과 아버지의 폭력에서 벗어나고 싶은 모범생 도회가 열여덟에 처음 만나 오해로 인해 헤어졌다가 다시 어른이 되어 재회하는 이야기를 그린 드라마

## 등장 인물
- 김누림 : 이도회 역
- 이선 : 신주영 역
- 장연우 : 하현호 역

## 참고 사항
- 제28회 부천국제판타스틱영화제 메리 고 라운드 섹션에 초청되어 상영되었다.